# Glory - Non c'è tempo per gli onesti
Glory - Non c'è tempo per gli onesti (Slava) è un film del 2016 diretto da Kristina Grozeva e Petăr Vălčanov.

## Trama
Tsanko Petrov, un operaio delle ferrovie, trova un'ingente somma di denaro sui binari, che decide di portare alla polizia. Grazie a quest'azione riceve in cambio un orologio da polso, che però presto smette di funzionare. Allo stesso tempo Julia Staikova, capo della sezione PR del Ministero dei Trasporti, perde il vecchio orologio di Petrov, un ricordo di famiglia. Inizia dunque una lotta disperata per recuperare il proprio orologio e la dignità.

## Distribuzione
Il film è stato distribuito in Italia da I Wonder Pictures.